# زیربخش اکات
زیربخش اکات (به لاتین: Akat Subdistrict) یک سکونتگاه مسکونی در تایلند است که در بخش اکات امنوای واقع شده‌است.

## خصوصیات
زیربخش اکات ۱۶٬۲۰۶ نفر جمعیت دارد.